# 南翔镇
南翔镇，位于上海市嘉定区东南部，距上海市中心18公里。全镇总面积33.31平方公里。户籍人口4.88万人（2008年）。2019年被评为中国文化百强镇。

## 历史沿革
南翔古名槎溪，当地历来有「银南翔」的称呼。505年（梁天监四年）在此建白鹤南翔寺，距今已有1500多年历史，镇因寺而得名。明朝時嘉定縣在南翔設立巡檢司。1991年南翔镇被列为上海市四大历史文化名镇之一。2008年開始修繕古街、古橋、人民街等地方。截至2011年10月，已完成三期保護和改造。

## 街镇风貌

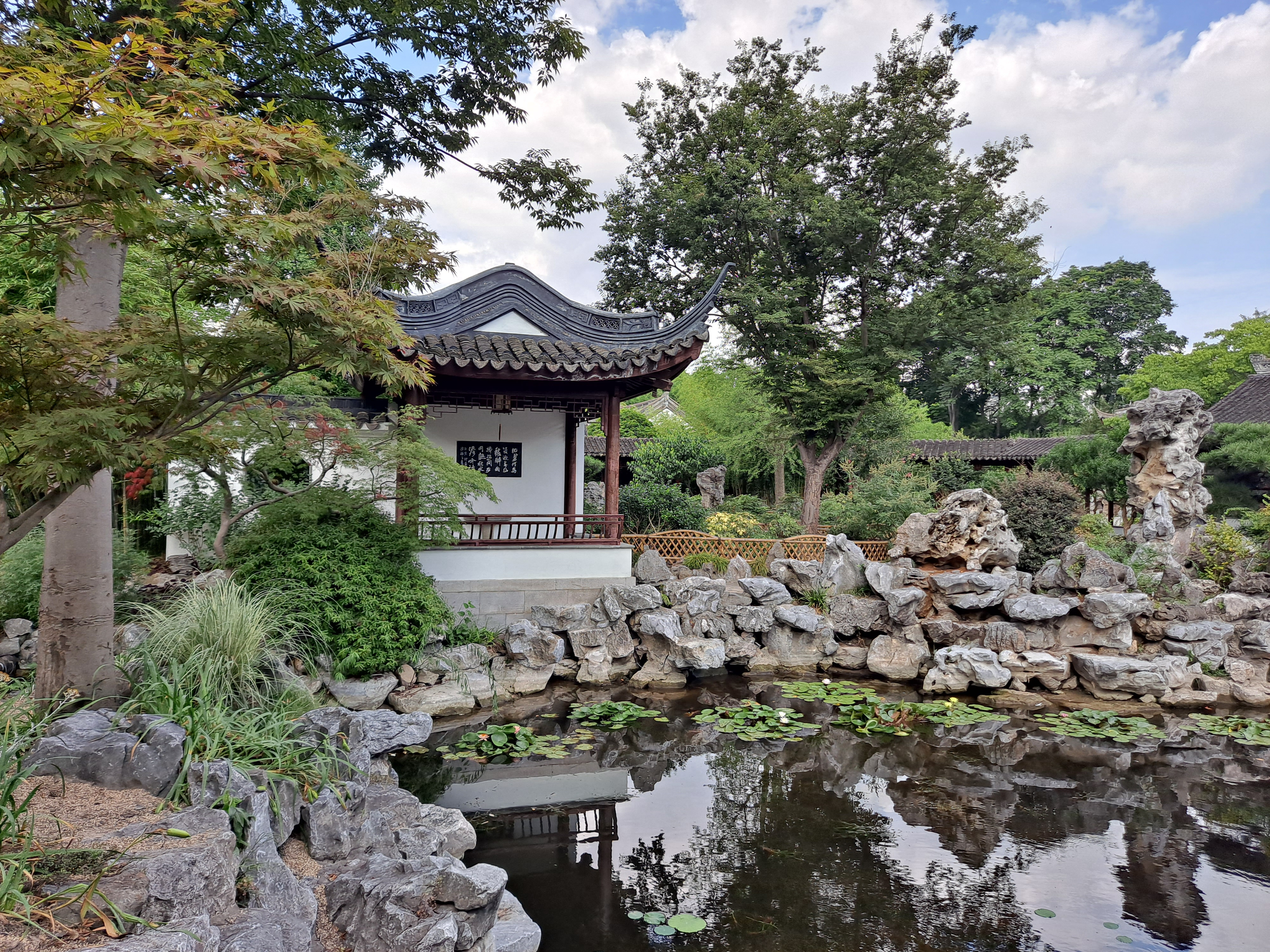
古猗园

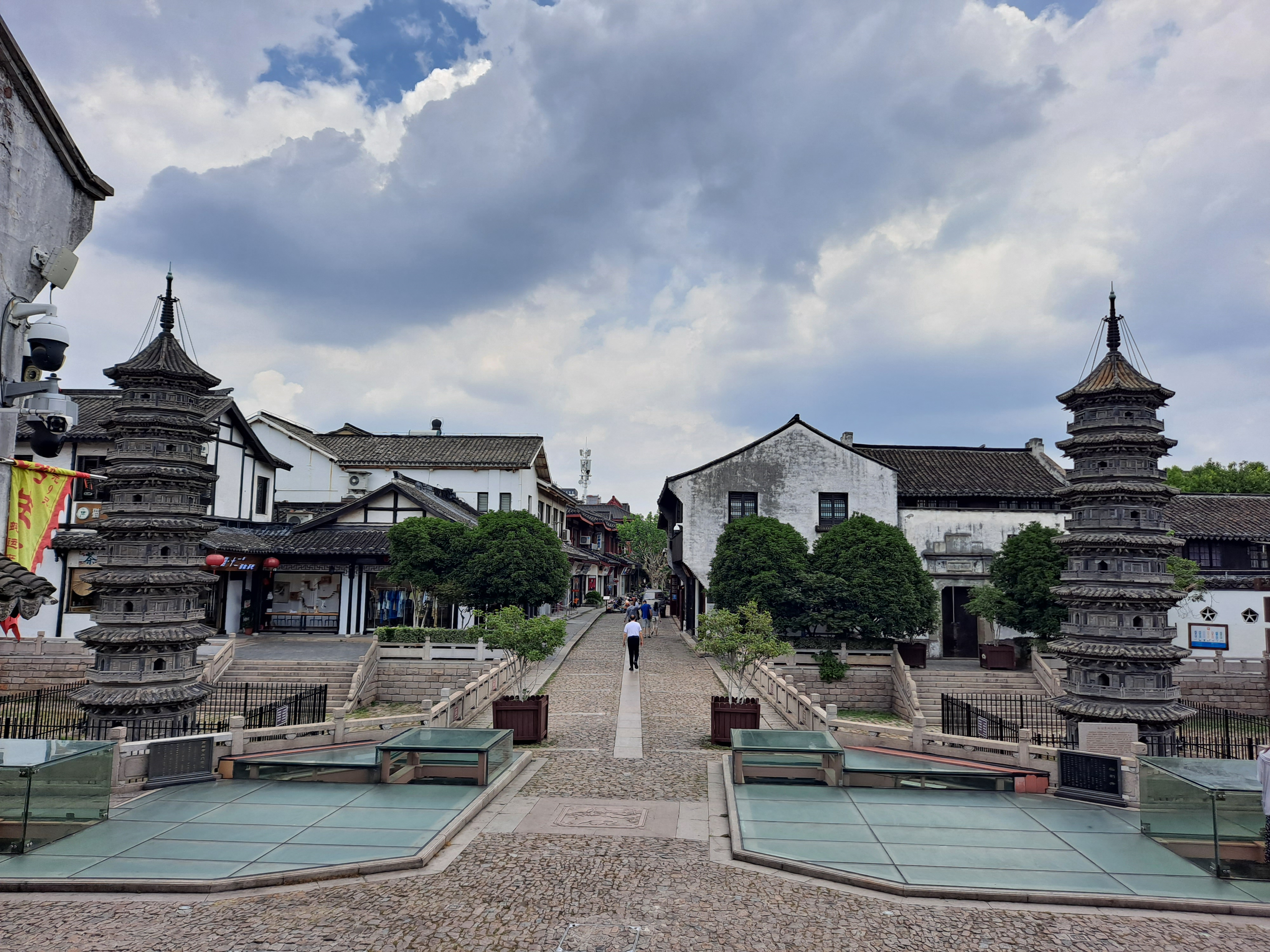
南翔老街内的双塔

南翔镇耕地面积727.9公顷。上海市五大古典园林之一的古猗园即坐落于境内。此外还有檀园和南翔寺砖塔（建於五代十國時期，1980年代修復）、雲翔寺。南翔小笼馒头是当地的特色小吃。另外還有古橋、長廊、榭亭、碼頭等景點：
- 萧梁古井：又称八角井，位于双塔旁,始凿于梁天监年间
- 山门遗迹：山门为原南翔寺大门，始建于北宋景祐四年(1037年)
- 江南小庭院：位於共和街，由7座江南小庭院组成
- 百年老店：位于人民街上的大昌成南貨店（建於清同治四年，1865年）、苏义顺、仁心堂、长兴楼、日华轩、宝康醬園（建於光緒十二年，1886年）、協記綢布店（建於清朝咸豐十年，1860年）、仁心堂藥店（建於光緒年間）等南翔百年老字号店铺
- 尚贤廊：全长135米
- 八老亭：与亭相对的廊墙上有一幅《松荫雅集图》，俗称“八老图”
- 观棹亭：亭内立有太平竞渡碑一块，亭为扇形，刻有清代诗人吕王辅记述龙舟竞渡诗一首。[5]
- 五代双塔：建于五代至北宋年间，1987年修复。现为上海市文物保护单位。
- 檀園：原是明代文人李流芳的私家花园，後毀壞。2011年9月重建並落成开园[6]
- 人民街：原名寺前街，1951年改名人民街
- 共和街
- 槎溪书场：20世纪50年代、60年代南翔镇有2家书场。随着电视的普及，书场先后关闭。21世纪初，又建立临时书场,取名为“槎溪书场”。2010年，临时书场被拆除，新建位於解放街258号、建筑面积300平方米、固定座位115只的新書場，依舊定名“槎溪书场”
- 南翔歷史文化陳列館：原址是南翔救火會，2010年3月啟動新建陳列館[7]

## 行政区划

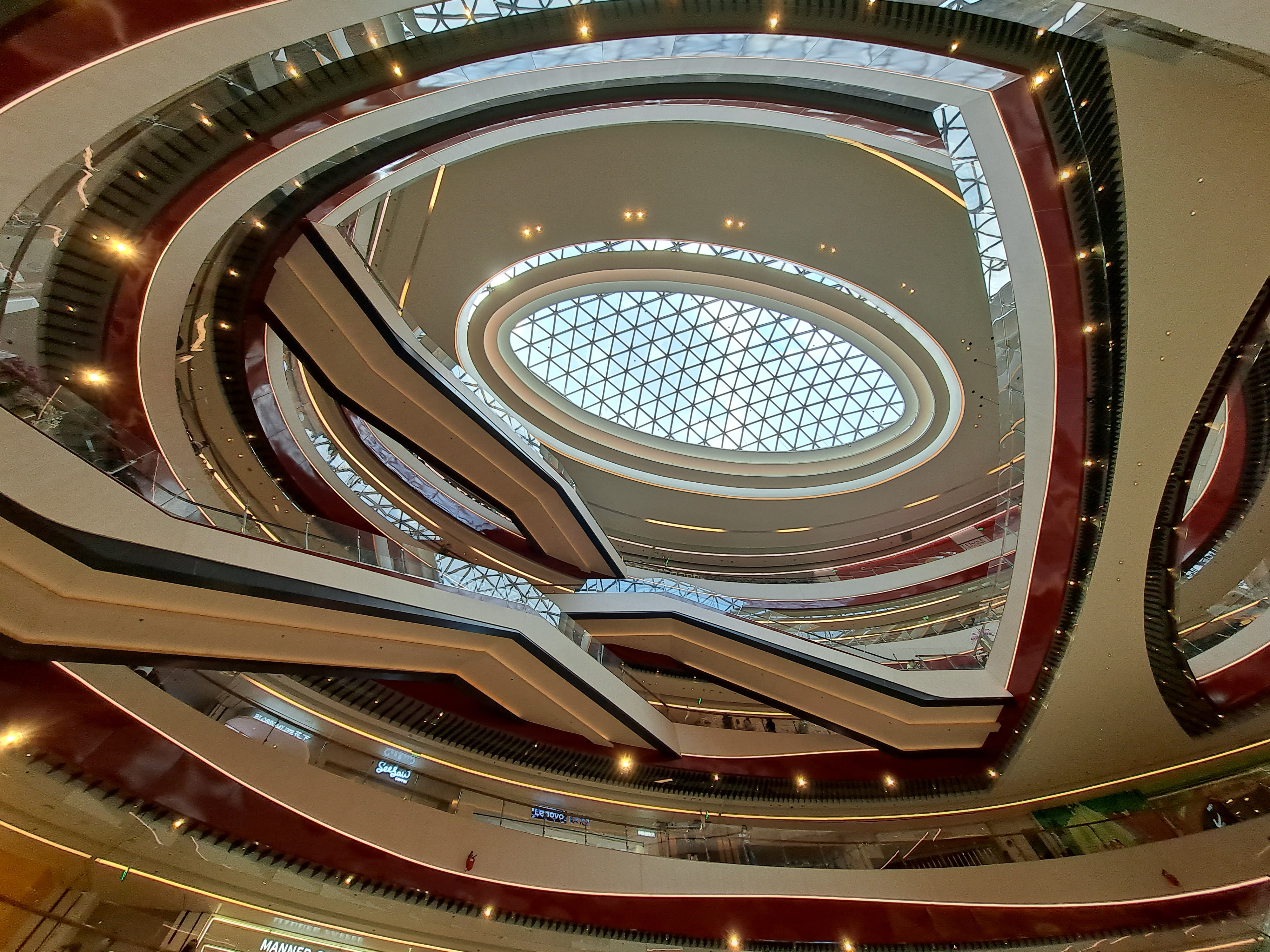
南翔印象城Mega

南翔镇下辖12个居委会及8个村委会：
古猗园社区、德华社区、德园社区、云翔社区、南华社区、白鹤社区、翔华社区、虹翔社区、丰翔社区、新裕村、永丰村、永乐村、红翔村、曙光村、静华村、新丰村和浏翔村。